# 1849年香港
|        | 香港歷史 \| 香港歷史年表                                                                                                   |
| 世紀： | 18世紀香港 \| 19世紀香港 \| 20世紀香港                                                                                     |
| 年代： | 1810年代香港 \| 1820年代香港 \| 1830年代香港 \| 1840年代香港 \| 1850年代香港 \| 1860年代香港 \| 1870年代香港               |
| 年份： | 1845年香港 \| 1846年香港 \| 1847年香港 \| 1848年香港 \| 1849年香港 \| 1850年香港 \| 1851年香港 \| 1852年香港 \| 1853年香港 |
| 紀年： | 己酉年（鸡年）、香港開埠8周年                                                                                              |

## 大事記
- 2月22日，頒布《1849 年簡易法庭條例》。
- 2月25日，海盜徐亞保在赤柱殺了兩名調戲婦女的英軍軍官，被流放澳洲塔斯曼尼亞，因不想被充軍異域，在獄中上吊。
- 上水廖汝翼鄉試登舉人第三十六名。
- 馬禮遜學堂關閉。